# Les Mains libres (film, 2010)
Pour les articles homonymes, voir Les Mains libres.
Pour plus de détails, voir Fiche technique et Distribution.
Les Mains libres est un film français réalisé par Brigitte Sy, sorti le 16 juin 2010.

## Synopsis
Barbara est réalisatrice et travaille en milieu carcéral depuis plusieurs années. Elle prépare un film écrit et interprété par des détenus de longue peine dans une maison centrale de la banlieue parisienne.
Deux fois par semaine, Barbara se rend à la centrale où elle réalise avec les détenus, des entretiens qui serviront de base à l'écriture de leur scénario.
Mais Barbara rencontre Michel, un détenu du groupe. Leur histoire d'amour la conduit à transgresser la loi.

## Fiche technique
- Titre  original : Les Mains libres
- Réalisateur : Brigitte Sy
- Scénariste  : Gaëlle Macé, Brigitte Sy
- Société de production : Mezzanine Films
- Producteur : Mathieu Bompoint
- Société de distribution : Chrysalis Films
- Musique du film :  Daniel Mille
- Directeur de la photographie : Frédéric Serve
- Montage :  Julie Dupré
- Distribution des rôles :  Isabelle Ungaro
- Création des décors :   Françoise Arnaud
- Création des costumes : Françoise Arnaud
- Pays d'origine  :  France
- Genre : drame
- Durée : 100 minutes
- Date de sortie :  
  - France : 16 juin 2010

## Distribution
- Ronit Elkabetz : Barbara
- Carlo Brandt : Michel
- Noémie Lvovsky : Rita
- François Négret : Sergueï
- Gurgon Kyap : James
- Abdelhafid Metalsi : Mouloud
- Denis Maréchal : Fifi
- Xavier Legrand : Laurent
- Alain Ollivier : Directeur de prison
- Dominique Frot : La Juge
- Norbert Ferrer : Lieutenant de perquisition
- Jocelyne Desverchère : Jocelyne
- Camille Figuereo : Chloé
- Adama Doumbia : Roel
- Ahmed M'Hemdi : Bouda
- Sasha Andres : Marie-Pierre
- Mireille Roussel : La tireuse de carte
- Romain Goupil : Le père
- Jean-Charles Dumay : Le travailleur social
- Michel Angles : Le maire
- Isabelle Angotti : Adjointe au maire
- Louison Blivet : Jeanne
- Sébastien Fourcroy : Détenu en survêtement blanc
- Philippe Lemaire : Avocat
- Manon : Le bébé
- Paolo Mattei : Le fils de Rita
- Brigitte Monseur : Greffière mariage
- Brigitte Sy : La femme blonde
- Pascal Ternisien : Inspecteur
- Zimsky : Témoin de Michel